# Nyctemera aequimargo
Nyctemera aequimargo là một loài bướm đêm thuộc phân họ Arctiinae, họ Erebidae.